# Zanthoxylum melanostictum
Zanthoxylum melanostictum là một loài thực vật có hoa trong họ Cửu lý hương. Loài này được Schltdl. & Cham. miêu tả khoa học đầu tiên năm 1830.